# Cratere Cockcroft
Cockcroft è un cratere lunare di 92,16 km situato nella parte nord-orientale della faccia nascosta della Luna, a nord-est del più grande cratere Fitzgerald, ed a sud-est del cratere Evershed.
Il bordo di questo cratere è stato molto eroso da impatti successivi. Il cratere satellite 'Cockroft N' è parzialmente sovrapposto al margine sud-sud-ovest. Ci sono crateri ancora minori lungo il margine nelle zone sud-est, est e nord-nord-ovest, ed uno più visibile sulle pendici interne ad est. Il pianoro interno è a tratti irregolare, in particolare nella zona meridionale, ed è caratterizzato da numerosi piccoli impatti.
Il cratere è dedicato al fisico britannico John Douglas Cockcroft.

## Crateri correlati
Alcuni crateri minori situati in prossimità di Cockcroft sono convenzionalmente identificati, sulle mappe lunari, attraverso una lettera associata al nome.
| Cockcroft | Coordinate             | Diametro (in km) |
| --------- | ---------------------- | ---------------- |
| N         | 28°46′48″N 163°40′12″W | 60,65            |